# Пумейроль, Жан-Мари
Жан-Мари Пумейроль (фр. Jean-Marie Poumeyrol; род. 1946, Либурн) — французский художник.

## Биография
Окончил Академию изобразительных искусств в Бордо, живёт и работает в По.
Эстетика Пумейроля близка к сюрреализму. Ранние работы носят откровенно эротический характер: первая книга об искусстве Пумейроля (собственно, репродукции 30 работ с комментариями и увеличенными деталями), принадлежащая искусствоведу Раймону Борду, вышла в 1972 году с подзаголовком «Эротические рисунки» (фр. Dessins Erotiques). В дальнейшем Пумейроль в большей степени работал в пейзажном жанре.